# Medaller dels Jocs Olímpics d'Hivern de 1924

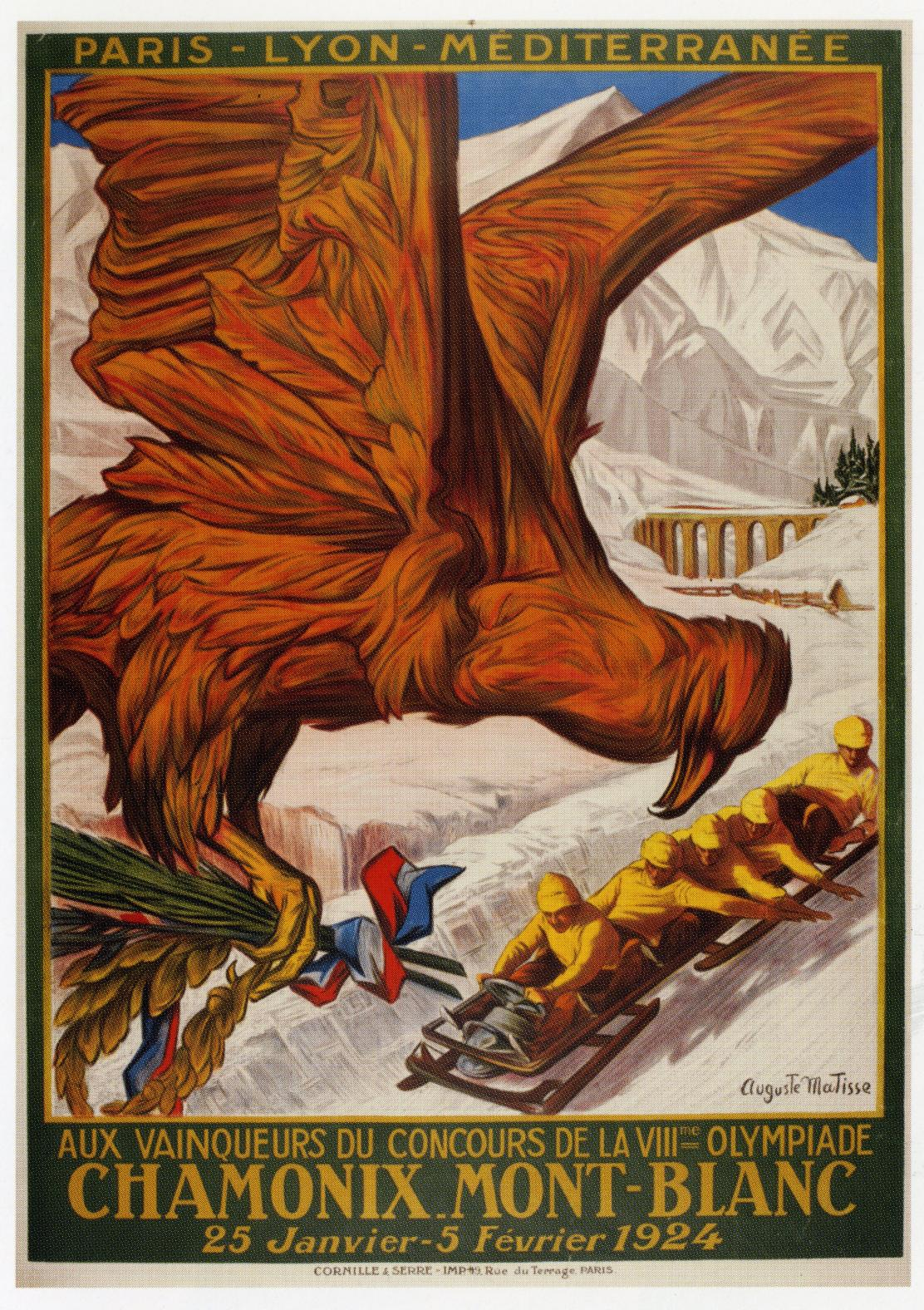
Cartell dels Jocs Olímpics d'Hivern de 1924

El medaller dels Jocs Olímpics d'Hivern de 1924 presenta totes les medalles lliurades als esportistes guanyadors de les proves disputades en aquest esdeveniment, realitzat entre el 25 de gener i el 5 de febrer de 1924 a la ciutat de Chamonix (França).
Les medalles apareixen agrupades pels Comitès Olímpics Nacionals participants i s'ordenen de forma decreixent contant les medalles d'or obtingudes; en cas d'haver empat, s'ordena d'igual forma comptant les medalles de plata i, en cas de mantenir-se la igualtat, es conten les medalles de bronze. Si dos equips tenen la mateixa quantitat de medalles d'or, plata i bronze, es llisten en la mateixa posició i s'ordenen alfabèticament.

## Medaller
| Jocs Olímpics d'hivern de 1924 | Jocs Olímpics d'hivern de 1924 | Jocs Olímpics d'hivern de 1924 | Jocs Olímpics d'hivern de 1924 | Jocs Olímpics d'hivern de 1924 | Anells Olímpics |
| Posició                        | CON                            | Or                             | Plata                          | Bronze                         | Total           |
| 1                              | Noruega                        | 4                              | 7                              | 6                              | 17              |
| 2                              | Finlàndia                      | 4                              | 4                              | 3                              | 11              |
| 3                              | Àustria                        | 2                              | 1                              | 0                              | 3               |
| 4                              | Suïssa                         | 2                              | 0                              | 1                              | 3               |
| 5                              | Estats Units                   | 1                              | 2                              | 1                              | 4               |
| 6                              | Regne Unit                     | 1                              | 1                              | 2                              | 4               |
| 7                              | Suècia                         | 1                              | 1                              | 0                              | 2               |
| 8                              | Canadà                         | 1                              | 0                              | 0                              | 1               |
| 9                              | França                         | 0                              | 0                              | 3                              | 3               |
| 10                             | Bèlgica                        | 0                              | 0                              | 1                              | 1               |